# Ernst Faber

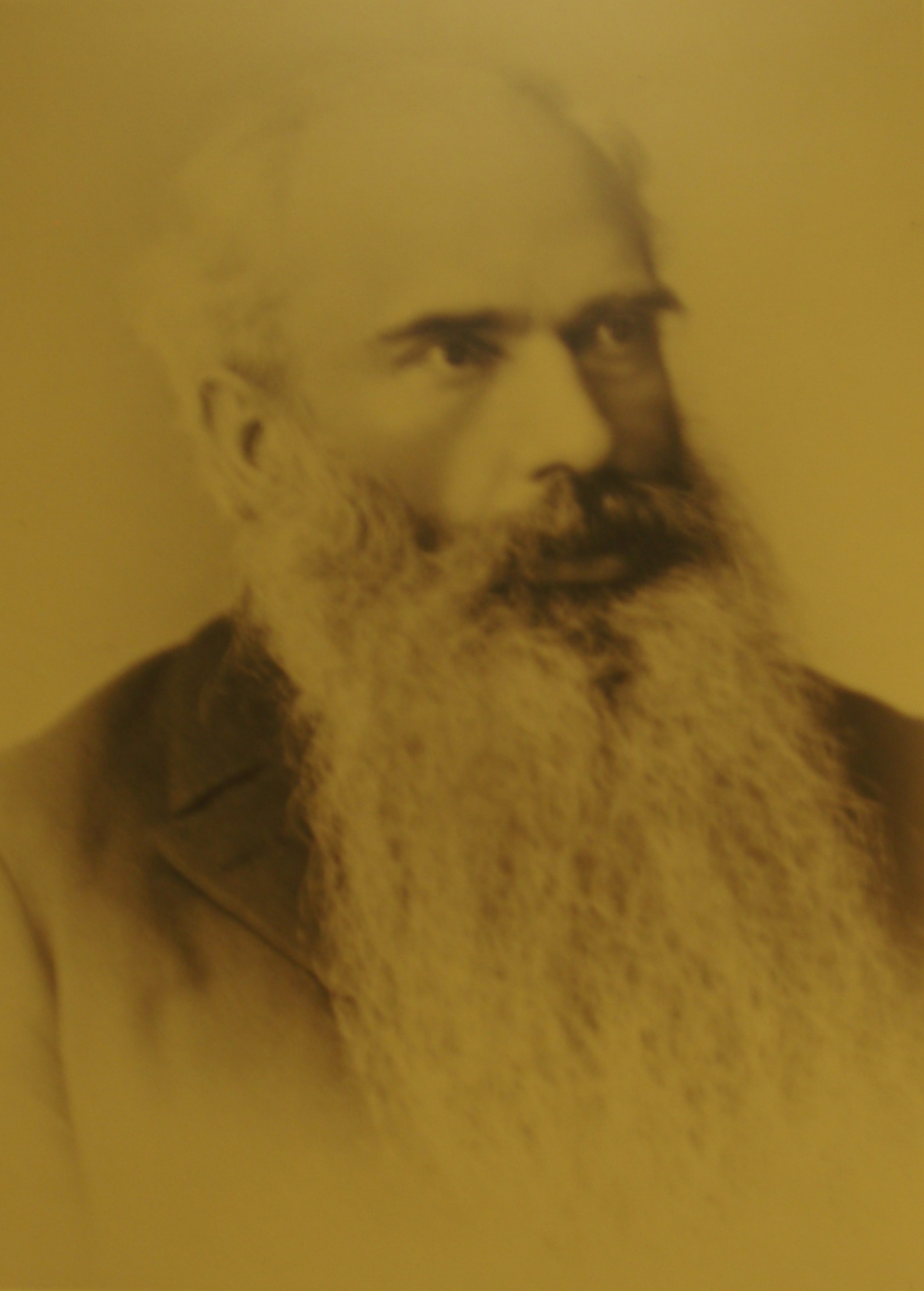
Ernst Faber.

Ernst Friedrich Ludwig Faber, född den 25 april 1839 i Koburg, död den 26 september 1899 i Tsingtau, var en tysk Kinamissionär och sinolog.
Faber utsändes 1864 av Rhenska missionssällskapet, vars tjänst han lämnade 1880 för att verka först på egen hand, sedan, från 1885 till sin död, i tjänst hos Allmänna evangelisk-protestantiska missionsföreningen, som gav honom fullkomlig frihet att ostört ägna sig åt litterärt arbete. 1888 utnämndes han till teologie doktor i Jena. 
Bland hans europeiska arbeten må, utom hans värdefulla uppsatser i "Zeitschrift für missionskunde und religionswissenschaft", nämnas Lehrbegriff des Konfuzius (1872 och 1873) samt skrifter över Mencius, Micius och Licius (tre avhandlingar, 1877), vidare Prehistoric China (i "Journal of the China branch of the Royal asiatic society", 1890), hans betydelsefullaste verk på europeiskt språk, och den för sin tillförlitlighet och rikedom på notiser utmärkta översikten China in historischer beleuchtung (1895). 
Sin största betydelse ägde Faber dock såsom litterär förmedlare av kristna och västerländska idéer till Kinas högre odling. I denna ytterst svåra uppgift överträffades hans samvetsgrannhet, tålamod och framgång av ingens. I den kinesiska lärdomsvärlden aktades hans personlighet och grundlighet mycket högt, och hans skrifter anses i språkbehandlingen jämbördiga med den erkända kinesiska litteraturen. Viktigast av hans kinesiska arbeten är det stora, ofullbordade verket Kritik av Kinas klassiker (1896-98).